# Реакція Пищимуки
Реакція Пищимуки (англ. Pistchimuca reaction) —
- Перегрупування триалкілтіонфосфатів у триалкілтіолфосфати під дією алкілгалогенідів при нагріванні, що є спільною реакцією для всіх тіонфосфорних сполук, які містять хоча б одну алкоксигрупу; каталізується кислотами Льюїса.

(RO)3P=S + RHlg → [(RO)3P–SR]+Hlg– → (RO)2P(O)SR
- Перетворення ароматичних амінів у азосполуки під дією селену або сірки й солей двовалентної ртуті.

2 ArNH2 → Ar–N=N–Ar a: Se, Hg++
Реакція відкрита 1908 року професором П. С. Пищимукою.